# Alopias palatasi
Alopias palatasi ("con cáo của Palatas"), là một loài cá nhám đuôi dài đã tuyệt chủng sống trong khoảng từ 20,44 đến 13,7 triệu năm trước trong Thế Miocen và được biết đến vì là loài cá nhám đuôi dài duy nhất thuộc loại có răng cưa. Nó chỉ được biết đến bởi những chiếc răng đó và có thể dài quá 4 cm (2 in), tương đương với răng của cá mập trắng lớn, nhưng rất hiếm và được tìm thấy trong các mỏ ở Bờ đông Hoa Kỳ và Malta. Răng của A. palatasi rất giống với răng của loài cá mập Alopias grandis. Các nhà khoa học đưa ra giả thuyết rằng A. palatasi nhiều khả năng có chiều dài tương đương cá mập trắng lớn.

## Khám phá và phân loại

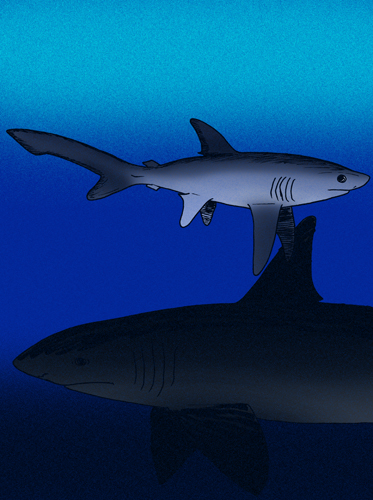
A. palatasi được cho là chị em của loài cá mập khổng lồ A. grandis (ở trên).

Năm 2002, có tin đồn về sự khám phá của một loại răng cưa cá mập lớn mới liên quan đến một loài cá nhám thu chưa được miêu tả từ Thế Miocen ở Nam Carolina. Nó được phát hiện bởi các nhà sưu tập nghiệp dư và người buôn hóa thạch. Trong khi những hóa thạch này thường bị nhầm lẫn với răng của những loài khác như megalodon, các nhà khoa học đã đạt được sự đồng thuận rằng chúng rất giống với răng của loài cá mập khổng lồ Alopias grandis. Bất chấp sự chú ý lớn của các nhà sưu tập nghiệp dư và người buôn hóa thạch, những hóa thạch như vậy vẫn không được nhắc đến trong các tài liệu khoa học trong nhiều năm.
Vào năm 2014, một người buôn hóa thạch tên là Mark Palatas đã tặng một chiếc răng hóa thạch cho nhà cổ sinh vật học David Ward với hy vọng rằng nó sẽ khởi đầu cho một sự miêu tả chính thức. Ward sau đó đã bắt đầu nghiên cứu với đồng nghiệp Bretton Kent. Năm sau đó vào tháng 10 năm 2015, Ward và Kent đã làm một áp phích báo cáo về sự tồn tại của loài mới. Năm 2018, hai người đã xuất bản một bài báo cáo khoa học, đặt cho nó cái tên khoa học Alopias palatasi để vinh danh Palatas, và như một loài chị em của A. grandis.

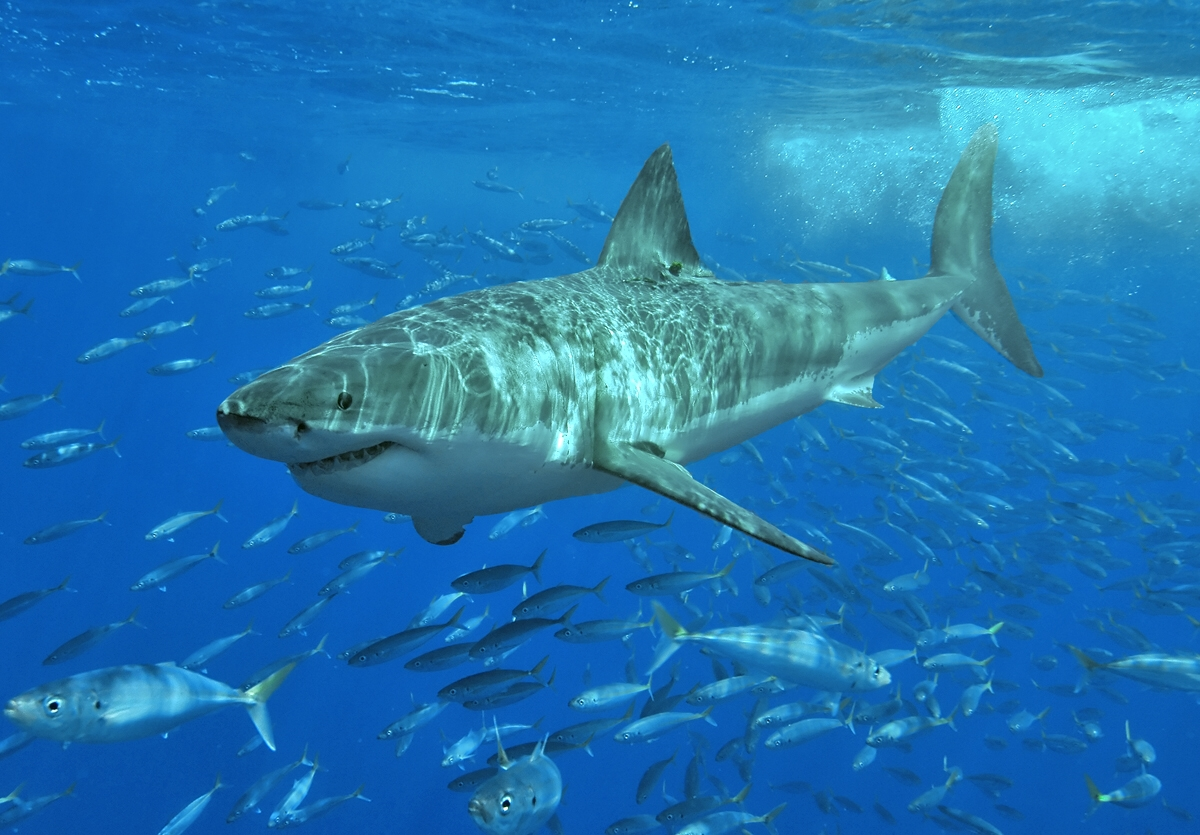
Mặc dù là một loài cá nhám đuôi dài, các nhà khoa học đưa ra giả thuyết rằng A. palatasi có thể trông giống với cá mập trắng lớn.

## Miêu tả
A. palatasi chỉ được biết đến từ những chiếc răng cưa độc đáo của chúng. Chúng có kích thước lớn, chiều dài vượt quá 4 cm (2 in) và cho thấy một loài cá mập phát triển với kích thước tương tự hoặc lớn hơn cá mập trắng lớn hiện đại, dài tới 6,6 mét (22 ft). Đỉnh răng có hình vòng cung và rộng với các cạnh cắt. Chúng sở hữu các răng cưa thô có kích thước phần lớn không đều nhưng trở nên mảnh hơn về phía chóp. Chân răng bao gồm các thùy rễ sâu và một cái đáy rất cong. Cấu trúc răng của A. palatasi không đồng nhất, có nghĩa là hình dạng của răng khác nhau giữa mỗi răng trong hàm. Răng A. palatasi có kích thước và hình dạng tương tự như răng của loài chị em A. grandis, sự khác biệt chính duy nhất là sự hiện diện của răng cưa. Kích thước, độ rộng và răng cưa của răng A. palatasi cũng tương tự như cá mập trắng hiện đại. Sự giống nhau về răng giữa hai loài này đã khiến Ward và Kent đưa ra giả thuyết rằng A. palatasi có thể không sở hữu cái đuôi thon dài nhìn thấy ở cá nhám hiện đại và thay vào đó có thể có hình dáng giống với cá mập trắng lớn.

## Sinh thái
Phần lớn các hóa thạch của A. palatasi được tìm thấy ở các bang Maryland, Virginia, Bắc Carolina và Nam Carolina của Hoa Kỳ: có hai chiếc răng của A. palatasi thuộc các bộ sưu tập của Bảo tàng Biển Calvert (CMM) và Bảo tàng Lịch sử Tự nhiên Quốc gia Hoa Kỳ (USNM). Một chiếc răng khác bị mòn nặng được tìm thấy tại các bãi biển tại Công viên Tự nhiên Flag Ponds. Một chiếc răng cũng được thu thập từ các bãi biển gần Lạch Parkers. Hóa thạch của loài này cũng được phát hiện ở Malta, điều này cho thấy sự phân bố của nó không bị giới hạn ở phía tây Đại Tây Dương, mà mở rộng ra sang cả Địa Trung Hải. Tuy nhiên, hóa thạch A. palatasi chưa được tìm thấy ở những nơi khác tại Cựu thế giới, mặc dù răng của loài chị em A. grandis đã được tìm thấy ở Bỉ.
Bờ Đông Hoa Kỳ có một quần thể hóa thạch đa dạng và phong phú của động vật biển có xương sống. Bang Maryland và Virginia chứa những loài cá heo nguyên thủy như Squalodon, Kentriodon, Eurhinodel, loài cá nhà táng Orycterocetus, cá voi tấm sừng hàm Mesocetus và Eobalaenoptera, và những loài cá voi mõm khoằm không xác định được. Các động vật có vú khác ở biển bao gồm loài hải cẩu thật sự Leptophoca.